# Cân
Cân là đơn vị đo khối lượng trong hệ đo lường cổ Việt Nam, hiện nay tương đương với 1 kilôgram, hay nôm na là 10 lạng, được sử dụng trong giao dịch đời thường ở Việt Nam. Nó cũng là đơn vị đo khối lượng cổ tại Trung Quốc, Hồng Kông...

## Việt Nam
Trong quá khứ, một cân bằng 16 lạng (cân thập lục), nên mới có câu nói dân gian "kẻ tám lạng người nửa cân" (ý nói hai bên bằng nhau). Lúc đó, giá trị của cân trong hệ đo lường cổ của Việt Nam, theo , là 604,5 gam. Có thể một số địa phương ở Việt Nam vẫn còn dùng quy ước khác nhau về cân và lạng. Có nguồn cho biết trước đây 1 cân bằng khoảng 400 gam.
Cân thập lục cũng được gọi là cân ta (loại cân này người xưa sử dụng để đo các vị thuốc Bắc hoặc kim loại quý) để phân biệt với cân tây là giá trị hiện đại của cân (bằng 1 Kilôgam).
Hiện nay, 1 cân (một số vùng gọi 1 ký) bằng 1 Kilôgam bằng 10 lạng (1 lạng bằng 100 gam).

## Trung Quốc
Ở Trung Quốc, cân cũng là đơn vị đo khối lượng cổ, ngày nay bằng 500 gam. Trong lịch sử, một cân ở Trung Hoa có thể có giá trị khác, ví dụ như 596.8 g (16 lạng) ở thời nhà Thanh.

## Hồng Kông
Ở Hồng Kông, theo , một cân bằng 604,79 gam.